# ها ته گیو
ها ته گیو (کره‌ای: 하태규؛ زادهٔ ۲۰ دسامبر ۱۹۸۹) شمشیرباز اهل کره جنوبی است.